# Believe in LOVE
『Believe in LOVE feat. BoA』（ビリーブ・イン・ラブ・フィーチャリング・ボア）は、ravexの2枚目のシングルである。2009年2月18日発売。

## 解説
- 1枚目のシングル『I RAVE U feat. DJ OZMA』発売から約2か月後に発売された。BoAをフィーチャーしている。
- ravex初のバラードソングとなっている。
- ジャケット写真は漫画『火の鳥』の「未来編」をイメージしており、主人公の山之辺マサトとヒロインのタマミが描かれている。背景は通常盤には猿田博士のドームが、初回盤には地下都市への出入り口が描かれている。
- 表題曲「Believe in LOVE feat. BoA」は2月4日に先行配信された。
- カップリングには2曲収録されており、1曲目はエイベックスに移籍したばかりの後藤真希をフィーチャーしている。2曲目は4月29日発売のアルバム『trax』収録曲のメガミックスが収録されており今まで発表された曲から初収録の曲までをミックスしている。
- BoAのシングル『永遠』には表題曲のAcoustic Versionが、トリプルA面の一曲として収録されている。

## 収録曲

### CD
1. Believe in LOVE feat. BoA
  - MONDO GROSSO（大沢伸一）の代表曲「Everything Needs Love Featuring BoA」を彷彿とさせるような楽曲に仕上がっている。
2. Golden LUV feat. MAKI GOTO
3. MEGA ravex feat. ANNA TSUCHIYA, BoA, DJ OZMA, LISA, MAKI GOTO, MONKEY MAJIK, TOHOSHINKI, TRF & YUKO ANDO
  - 4月29日発売のアルバム「trax」収録曲のメガミックス、この時点で土屋アンナ、東方神起、TRF、安藤裕子、の参加が決定されている。

### DVD（初回盤のみ）
1. Believe in LOVE feat. BoA
  - 手塚プロダクションによるPVである。